# 湘桂马铃苣苔
湘桂马铃苣苔（学名：Oreocharis xiangguiensis）为苦苣苔科马铃苣苔属下的一个种。

## 扩展阅读
- 維基物種上的相關：湘桂马铃苣苔